# Batalla d'Endor
La batalla d'Endor és una batalla fictícia que té lloc en l'episodi VI de la saga Star Wars (Return of the Jedi). Va ser l'últim i el major dels enfrontaments de la Guerra Civil Galàctica entre l'Aliança Rebel i l'Imperi Galàctic. En el següent episodi, El despertar de la Força, la guerra continua a través de noves institucions: la Nova República i el Primer Orde. Segons l'univers expandit la Guerra Civil va concloure abans de l'episodi VII, però després de la batalla d'Endor, concretament amb els Acords de Bastió l'any 19 dBY.

## Preludi
El preludi a aquesta batalla va succeir quan l'Aliança va tenir coneixement que l'Imperi estava construint un segon Estel de la Mort sota la supervisió de Moff Jerjerrod. El comandament central de l'Aliança va descobrir que en aquesta nova estació s'havia corregit la falla en el disseny original que l'Aliança havia aprofitat en la batalla de Yavin, i es va decidir que l'estació hauria de ser destruïda abans d'entrar en operació.
Malgrat la mort de molts espies bothan, es va saber que l'estació especial orbitava la lluna d'Endor i que, encara que l'estació era protegida per un camp de força projectat des d'una base en la lluna, les seues armes "encara no eren operacionals". A més, van aconseguir esbrinar que l'Emperador mateix supervisaria la finalització de les obres. Destruir l'estació amb Palpatine a bord donaria un colp mortal a l'Imperi.
Amb una semblant oportunitat, l'Aliança va planejar un atac en dos fronts. Un esquadró comando liderat pel general Han Solo descendiria en la lluna en una nau imperial furtada i inutilitzaria el projector del camp de força. Açò permetria que la flota rebel atacara i destruïra l'estació espacial. Mentrestant, la flota rebel es reuniria prop del planeta Sullust.
Palpatine havia elaborat una estratègia per a mantenir un gran destacament prop d'Endor per a proveir seguretat i suport a l'Estel de la Mort, ja que la majoria de la Flota Imperial es trobava dispersa per tota la galàxia tractant de trobar i eliminar els rebels. Sense saber-ho, els rebels estaven caent en un parany ideat pel mateix Emperador, que havia plantat informació falsa per a atraure als rebels (havia ocultat el fet que els sistemes d'armament principals ja eren operacionals).

## Batalla
Els rebels van picar l'ham i els comandos van ser capturats en la base lunar mentre la flota era atrapada per l'Armada Imperial, que tenia ordres de mantenir les seues posicions i impedir que els rebels escaparen. Empitjorant la situació, el superlàser de l'Estel de la Mort va entrar en acció destruint els cuirassats rebels.
El general Lando Calrissian i l'almirall Ackbar es van situar a prop de la flota imperial per a guanyar temps, però la condició era crítica. El terrible descobriment que l'estació podia disparar la seua arma principal amb una velocitat i precisió majors que abans els va agafar desprevinguts, i era pràcticament inevitable que l'Estel de la Mort exterminara tota la flota.
L'única opció per l'Aliança era enfrontar-se a la flota de Destructors Estel·lars imperials a curta distància. Aquesta tàctica va provar tenir un alt cost (moltes naus van ser destruïdes), amb els Cuirassats Mon Calamari demostrant estar a l'altura dels Destructors Estel·lars. A l'encarar la Flota Imperial d'aquesta manera, els rebels van tenir una la possibilitat de lluitar i causar algun dany al mateix temps que romanien més o menys protegits per la proximitat d'ambdues flotes, impedint així que l'Estel de la Mort poguera disparar-los per por de destruir navilis imperials. Malgrat l'avantatge numèric de la Flota Imperial, els rebels van aconseguir provocar greus danys en el seu atac.
La tàctica imperial d'assetjar les naus enemigues amb Caces TIE va ser ineficient; els caces rebels es trobaven escudats i els seus pilots tenien millor entrenament. Els pilots imperials estaven entrenats per a lluitar en línies estrictes de batalla, una condició que va desaparèixer amb aquest moviment tàctic.
Però sense que ho sabera l'Emperador, els comandos rebels s'havien aliat amb la tribu nativa de la lluna, els Ewok. Els seus guerrers van agafar per sorpresa als stormtroopers imperials poc després que aquests capturaren els rebels. Després de la sorpresa inicial, l'Imperi va recuperar l'avantatge i els seus esquadrons van prendre posicions i van començar a utilitzar tàctiques antiguerrilla per confondre i destruir a l'enemic. Malgrat estar "tremendament" superats en nombre pels nadius, la legió de stormtroopers va obligar a que els Ewok es retiraren al bosc, mentre que els AT-ST aniquilaven els posts i defenses construïdes pels Ewok.
No obstant això, un grup d'Ewoks conduït per Chewbacca va aconseguir capturar un AT-ST i l'avantatge va començar desaparèixer quan aquest va ser utilitzat per a desfer-se de tropes aïllades i altres tancs imperials. En veure això, els Ewok restants, que s'havien estat retirant cap al bosc, van duplicar els seus esforços coberts per l'AT-ST robat, el qual els va permetre accionar un cert nombre de paranys, primitius però increïblement efectius, que havien preparat.
Com el búnquer s'havia tancat per a evitar els intrusos, els rebels eren incapaços d'entrar i destruir el generador de l'escut. Han Solo es va disfressar d'un pilot d'AT-ST i va enganyar al personal del búnquer perquè obriren les portes. D'aquesta manera, els rebels es van infiltrar l'edifici imperial i ho van destruir, eliminant al seu torn el camp de força de l'Estel de la Mort.
Aprofitant la situació, sis caces rebels van atacar l'Estel de la Mort. Dos X-Wing, dos A-Wing, un Y-Wing i el Falcó Mil·lenari van penetrar en l'estructura incompleta de l'Estel de la Mort, rumb al seu generador principal. Diversos caces i interceptors TIE els van perseguir i van destruir alguns dels rebels. Dos A-Wing i el Y-Wing van anar a l'exterior de l'estació per allunyar els imperials del Falcó Mil·lenari i l'X-Wing de Wedge Antilles.
Per a evitar que noves naus imperials es concentraren en els caces rebels dins de l'Estel de la Mort, Ackbar va ordenar un assalt concentrat en la nau insígnia imperial, i l'Executor, obligant la flota imperial a defensar-la. Després de rebre greus danys, el generador del camp de força del pont de l'Executor va ser destruït. Els motors de la nau van perdre eficàcia com a resultat de la destrucció de les computadores de comandament, i el navili a la deriva va ser atret pel centre de gravetat de l'Estel de la Mort, estavellant-se en la seua superfície abans que la seua tripulació poguera recuperar el comandament del timó en el pont secundari.
Mentrestant, Moff Jerjerrod havia rebut ordres de l'Emperador de destruir la lluna d'Endor en cas que els rebels aconseguiren desactivar l'escut. Al mateix temps que l'Estel de la Mort començava a apuntar la seua arma principal cap al seu objectiu, els caces rebels s'abalançaven rumb al reactor.
Mentre, l'Emperador, que intentava tornar el jove pretendent a Cavaller Jedi Luke Skywalker al Costat Fosc de la Força, era assassinat per Darth Vader per tal de salvar al seu fill. Desafortunadament, aquest últim acte va acabar sent un sacrifici, complint amb la profecia de l'Elegit. Vader, renascut com Anakin Skywalker, lliure del Costat Fosc que l'havia consumit al llarg de la Guerra Civil Galàctica, va morir en braços del seu fill abans que pogueren abordar la seua baina de fugida. Mentre, Lando Calrissian i Wedge Antilles s'aproximaven al reactor principal i ho feien explotar juntament amb el generador de l'Estel de la Mort utilitzant míssils de concussió i torpedes de protons; l'explosió va provocar una reacció en cadena que va destruir l'estació. Luke va poder escapar en la nau de Vader just abans de l'explosió.
Després de la batalla, els oficials rebels van celebrar el triomf en la lluna d'Endor, en el llogaret dels Ewok.

## Les flotes
Les forces imperials a Endor consistien en almenys trenta-quatre Destructors Estel·lars classe Imperator, un classe Tector, un classe Executor i una nau de comunicacions. Hi havia ampli suport per part dels caces de la flota imperial i, possiblement, del mateix segon Estel de la Mort. Entre aquests caces podien comptar-se diversos Caces TIE, la majoria, Interceptors TIE, dividits en petits esquadrons. També hi havia molts pilots a bord de l'Estel de la Mort, estacionats com a unitats de reserva en cas que la batalla es tornara en contra seva.
Les naus principals de l'Aliança Rebel eren els navilis de guerra Mon Calamari. L'immens Home One era la nau insígnia de l'Almirall Ackbar. Altres cuirassats estel·lars incloïen el Liberty, el Defiance i moltes altres naus Mon Calamari. En la flota rebel també hi havia nombroses fragates, corbetes i brulots. Els caces d'avançadilla rebel van ser dividits en cinc esquadrons (Roig, Verd, Blau, Gris i Or), els quals liderarien l'assalt sobre el reactor principal de l'Estel de la Mort mentre uns altres s'enfrontaven a l'Executor.

## Univers expandit
En l'univers literari expandit o de llegenda de Star Wars es revelen més detalls sobre la batalla.
Allí es descobreix que el Gran Almirall Teshik havia escapat de la destrucció de l'Estel de la Mort. Després de la destrucció de l'Executor, el comandament va haver d'haver-li sigut transferit per l'Almirall Piett. Gilad Pellaeon, l'oficial supervivent de més alt rang del Quimera, va ordenar en forma inexplicable i il·legal la retirada d'Endor. Aquesta ordre és per altra curiosa: malgrat la pèrdua de l'Executor, l'avantatge en nombre i capacitat dels Destructors Estel·lars degueren haver permès a la Flota Imperial mantenir la seua presència i, possiblement, fins i tot donar un gir a la batalla contra els rebels. És probable que els imperials hagueren perdut més naus prèviament a l'ordre de retirada emesa per Pallaeon. Encara més curiós és que l'ordre fóra acatada per tots. La batalla va ser una victòria per als rebels.
El Gran Almirall Thrawn va proposar després la teoria que, després de la mort de l'Emperador Palpatine, desapareguera la meditació de batalla que aquest exercia sobre les tropes per mitjà de La Força i la capacitat de combat de l'Armada Imperial així es va reduir notablement, possibilitant el triomf dels rebels. Thrawn tenia raó respecte a que la destrucció de l'Estel de la Mort i la desaparició de la meditació de batalla van tenir conseqüències en l'efectivitat de la Flota, encara que estava errat quant a la identitat del mediador: la meditació de batalla és un talent extremadament rar del que Palpatine mancava, però el Gran Almirall Nial Declann sí ho posseïa. La concentració de Declann es va interrompre quan va pressentir la mort de l'Emperador. Declann va acudir a la sala del tron i va examinar la sala completament, l'Emperador havia mort en el pou del reactor feia tan sols uns minuts. El Gran Almirall Declann va morir poc després quan l'Estel de la Mort va esclatar.
Segons la novel·lització de Return of the Jedi, Moff Jerjerrod estava preparant-se per a destruir la lluna d'Endor quan els caces van abastar el reactor. Açò és probable, ja que, en la pel·lícula, el superlàser emet un centelleig just abans que l'estació esclate (el que indica un mal funcionament) i l'Estel de la Mort semblaria haver sigut reposicionat apuntant al planeta.
Teshik no es va retirar amb la resta de l'esquadró imperial i va seguir combatent durant tres hores més fins que la seua nau insígnia, l'Eleemosynary, va ser capturada. Més tard va ser jutjat i executat per l'Aliança Rebel per "atrocitats inhumanes comeses contra els ciutadans de la galàxia".
Si els rebels hagueren fallat destruint l'estació, les conseqüències haurien sigut molt pitjors del que imaginaven. Anys abans, el droide assassí IG-88 es va estar preparant per a llançar una revolució robòtica. L'últim model supervivent, IG-88A, va construir un duplicat del processador central de l'Estel de la Mort i ho va utilitzar per a reemplaçar al vertader, descarregant la seua ment en el processador. Quan els tècnics imperials van instal·lar el processador, IG-88A es va convertir literalment en l'Estel de la Mort, obtenint accés i control sobre tots els sistemes. Encara que ningú del personal imperial ho sabia, Palpatine va començar a sospitar la seua presència quan diverses portes de la seua sala del tron van començar a obrir-se i tancar-se a l'atzar. Davant l'arribada dels rebels, IG-88A va disparar el superlàser contra la flota rebel, permetent que els imperials cregueren tenir el control (i fins i tot va realitzar ajustos perquè l'arma fóra més precisa). Al mateix temps, va preparar el seu transmissor principal per a efectuar una transmissió que tornaria tots els droides en contra dels seus amos. Després d'haver destruït la flota rebel, IG-88A planejava usar el superlàser contra els Destructors Estel·lars. Abans que el droide assassí poguera concretar els seus plans, el Súper Destructor Estel·lar Executor havia perdut el control i estava en curs de col·lisió contra l'estació espacial. IG-88 era conscient del Falcó Mil·lenari i dels X-Wing que es dirigien al reactor, però no els va considerar una amenaça. Quan l'Estel de la Mort va col·lapsar, va perdre tota la seua energia i la destrucció de l'estació va esborrar la consciència d'IG-88A.